# پادشاهی ناپولی
پادشاهی ناپولی (به ایتالیایی: Regno di Napoli) نام حاکمیتی بود در جنوب شبه‌جزیره ایتالیا که پس از شورش نیایش شامگاهی در ۱۲۸۲ میلادی و جدایی جزیرهٔ سیسیل از پادشاهی سیسیل تشکیل‌شد. این دولت در درازای موجودیت در ستیز با فرانسه و اسپانیا بود. در ۱۸۱۶ با پیوستن دوبارهٔ سیسیل بدان، این کشور جای خود را به پادشاهی دو سیسیل داد.

## تاریخ
پس از شورش نیایش شامگاهی شارل یکم از سیسیل رانده‌شد. شارل ستاد فرماندهی‌اش را به ناپولی برد و از این روی دولتش پادشاهی ناپولی خوانده‌شد. از این پس جانشینان شارل از دودمان کاپتی آنژو داعیهٔ فرمانروایی بر سیسیل را داشتند تا اینکه در زمان ژان یکم این شهبانو ادعای مالکیتش بر این جزیره را پس‌گرفت. خود ژان گرفتار دست‌اندازی‌های پی‌درپی عموزاده‌اش لایوش یکم، پادشاه مجارستان بود. سرانجام پس از مرگ ژان یکم فرمانروایی ناپولی به کاروی دوم پادشاه مجار از دودمان آنژو رسید.
در ۱۴۴۲ میلادی آلفونسوی پنجم پادشاهی ناپولی را تسخیر نمود و دیگر بار این سرزمین را به همراه سیسیل به زیر یک پرچم ولی وابسته به آراگون درآورد. پس از مرگش جانشین و پسر او فردیناند یکم بار دیگر حکومتی جدا از سیسیل را در ناپولی برپا داشت.
با مرگ فردیناند یکم، شارل هشتم پادشاهی ناپولی را به تصرف خود درآورد و آلفونسوی دوم را از آن بیرون راند. با پشتیبانی فرناندوی دوم، پادشاه آراگون، فردیناند دوم پسر آلفونسو توانست دوباره به تاج و تخت ناپولی دست یابد.
در آغاز سده هجدهم و در پی جنگ‌های جانشینی اسپانیا پادشاهی ناپولی باز هم دست به دست شد و اینبار سلطه بر آن به همراه سیسیل به دست کارل ششم، امپراتور مقدس روم سپرده شد. در پی جنگ جانشینی لهستان، اسپانیایی‌ها بر ناپولی تاختند و این بار پادشاهی آن به کارلوس سوم رسید. هنگامی که کارلوس به تاج‌و‌تخت اسپانیا دست یافت، ناپولی و سیسیل را به پسر کوچکترش فردیناند چهارم سپرد.
فردیناند چهارم که از دودمان بوربون بود، با انقلاب فرانسه و ناپلئون بناپارت سر سازش نداشت. سال ۱۷۹۸ او رم را گشود ولی انقلابیون فرانسوی یک سال پس از آن وی را از آن بیرون راندند. سرانجام او ناچار شد به سیسیل بگریزد و فرانسویان نیز در ناپولی جمهوری پارتنوپه را برپا نمودند.
ناپلئون پس از پیروزی‌هایش در ایتالیا برادرش ژوزف بوناپارت را بر تخت پادشاهی ناپل نشاند. دو سال پس از آن ژوزف به پادشاهی اسپانیا رسید، پس خواهرش کارولین بناپارت بر تخت پادشاهی ناپولی نشست و شوهرش ژواشیم مورا کنترل کشور را به دست گرفت. دراین کشاکش فردیناند همچنان در سیسیل بود و به یاری انگلیسی‌ها کوشید تا از جزیره دفاع کند. سرانجام پس از رویداد بازگشت صدروزه ناپلئون و در نبرد تولنتینو مورا از اتریش شکست خورد و ناچار به گریز گردید. فردیناند چهارم به تخت پادشاهی از دست رفته‌اش دوباره دست یافت. مورا کوشید تا باز به پادشاهی ناپولی برسد، ولی ناکام ماند، دستگیر شد و توسط جوخهٔ آتش اعدام شد.
در ۱۸۱۶ سرانجام سیسیل به پادشاهی ناپولی بازگشت و از آن پس پادشاهی دو سیسیل جایگزین دولت پیشین گردید.

## نگارخانه